# Nebalia herbstii
Nebalia herbstii är en kräftdjursart som beskrevs av Leach 1814. Nebalia herbstii ingår i släktet Nebalia och familjen Nebaliidae. Inga underarter finns listade i Catalogue of Life.

## Bildgalleri

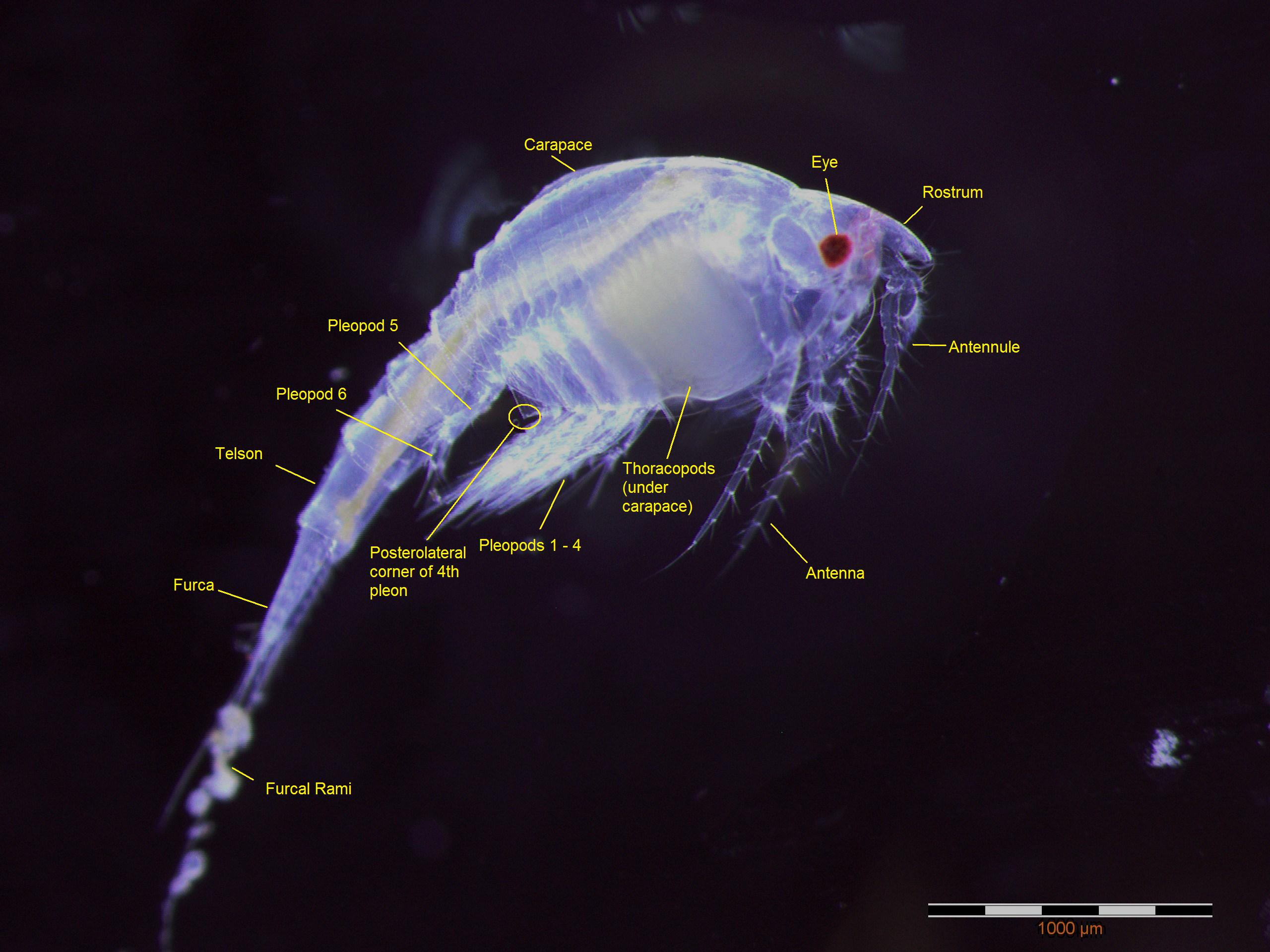